# Le Rouret
Le Rouret é uma comuna francesa na região administrativa da Provença-Alpes-Costa Azul, no departamento Alpes Marítimos. Estende-se por uma área de 7,1 km², com 3796 habitantes, segundo os censos de 2008, com uma densidade de 534,6 hab/km².